# Wagner Willian
Wagner Willian Menezes de Araújo (Natal, 1978) é um pintor, escultor, quadrinista e ilustrador brasileiro.
Seu primeiro trabalho publicado foi a HQ Deus é o Jiraiya, publicada online pelo site Nébula. Em 2014 lançou o livro Lobisomem Sem Barba, pela Balão Editorial, no qual foi responsável pelos textos e pela ilustração. Este livro ganhou o Prêmio Jabuti no ano seguinte com o segundo lugar na categoria "melhor ilustração".
Em 2016, lançou o romance gráfico Bulldogma, pela editora Veneta, com o qual ganhou o 29º Troféu HQ Mix na categoria "novo talento (roteirista)" e também ganhou o prêmio Grampo de Ouro.
Em 2017, lançou pelo seu selo próprio, O Maestro, o Cuco e a Lenda (Editora Texugo), obra já publicada também em Portugal pela editora Polvo (2018) e na França pela editora Casterman (2018).
Em 2019, pela DarkSide Books, Wagner lançou Silvestre, pelo qual venceu novamente o Prêmio Jabuti, na categoria "histórias em quadrinhos".

## Obras publicadas no Brasil
- 2014: Lobisomem Sem Barba, Balão Editorial
- 2016: Bulldogma, Veneta
- 2016: Flerte da Mulher Barbada, Veneta
- 2017: O Maestro, o Cuco e a Lenda, Texugo
- 2018: O Martírio de Joana Dark Side, Texugo
- 2019: Silvestre, DarkSide Books